# Ч
Ч, Чч (cze) – 25. litera podstawowej cyrylicy. Oryginalnie oznaczała spółgłoskę [ʧ] i tak też jest czytana współcześnie w większości języków. Jedynie w języku rosyjskim oznacza głoskę palatalną (miękką) [ʨ]. W języku ukraińskim w pozycji przed І, Ю, Я także oznacza spółgłoskę miękką.
W języku polskim jest transkrybowana przez cz. Oficjalna transkrypcja na alfabet łaciński w językach bułgarskim, rosyjskim i ukraińskim to ch; w językach białoruskim, serbskim i macedońskim – č.

## Ortografia języka rosyjskiego
W rosyjskiej ortografii o wyborze między zapisem ча/чя (cza/czia), чо/чё (czo/czio), чу/чю (czu/cziu), чи/чы (czi/czy), че/чэ (czie/cze) decyduje nie wymowa, ale przyjęte zasady formalne oraz względy porządku etymologicznego i historycznego. Typowe pisownie to cza, czu, czi, czie; przeciwstawne czia, cziu, czy, cze są praktycznie niemożliwe, chociaż można je znaleźć w zapożyczeniach np. (Мкртчян, Чюрлёнис, Чэнду, Чыонг) lub są używane ze względów estetycznych: na przykład poetka końca XIX i początku XX wieku Olga Czumina (Олга Чумина) publikowała pod nazwiskiem Cziumina (Чюмина).

## Kodowanie
| Znak                   | Ч                           | Ч                           | ч                         | ч                         |
| ---------------------- | --------------------------- | --------------------------- | ------------------------- | ------------------------- |
| Nazwa w Unikodzie      | Cyrillic Capital Letter Che | Cyrillic Capital Letter Che | Cyrillic Small Letter Che | Cyrillic Small Letter Che |
| Kodowanie              | dziesiątkowo                | szesnastkowo                | dziesiątkowo              | szesnastkowo              |
| Unicode                | 1063                        | U+0427                      | 1095                      | U+0447                    |
| UTF-8                  | 208 167                     | d0 a7                       | 209 135                   | d1 87                     |
| Odwołania znakowe SGML | &#1063;                     | &#x0427;                    | &#1095;                   | &#x0447;                  |
| Macintosh Cyrillic     | 151                         | 97                          | 247                       | F7                        |
| ISO 8859-5             | 199                         | C7                          | 231                       | E7                        |
| Windows-1251           | 215                         | D7                          | 247                       | F7                        |
| Code page 866          | 151                         | 97                          | 231                       | E7                        |
| Code page 855          | 252                         | FC                          | 251                       | FB                        |
| KOI8-R i KOI8-U        | 254                         | FE                          | 222                       | DE                        |